# PlayStation Blog
O Playstation.Blog é um blog oficial dos produtores de jogos e acessórios para a marca Playstation e Playstation Portátil (PSP) em que é postado várias notícias que variam a avisos de atualizações de software a divulgações de novos jogos que serão lançados para as plataformas da Sony, incluindo jogos da Playstation Network. Neste blog os visitantes poderão acessar sua conta da Playstation Network para votar na qualidade da notícia, fazer comentários e ver vídeos e imagens inéditas. Há também um recurso que se chama Playstation.Blog Share onde os fãs e usuários de Playstation podem divulgar ideias para o futuro dos produtos Playstation. Apenas é necessário ter uma conta na Playstation Network.

## Playstation.Blog Share
É um dos recursos do Playstation.Blog os donos (ou fãs) de Playstation, divulgam ideias que podem ser úteis e utilizadas pela empresa (Sony). Tudo é muito prático. Divulga a ideia que passará por um processo de aprovação pelos mediadores, e deverá ser bem aceita pelos outros usuários da Playstation Network que escolhem entre duas opções: gostar ou não gostar. Inclusive podem comentar sobre a ideia divulgada, mas isso é opcional. Se a ideia for utilizada pela Sony será recebido um aviso oficial.